# 王朝物語
王朝物語（おうちょうものがたり）は、一般的に平安時代のかな文字で書かれた物語を指す。
この言葉は、平安時代あるいは平安文学のイベントや書籍の広告、書評などで見られることがあるが、明確な定義はなされていない。